# Zachloritika
Zachloritika  este un oraș în Grecia în prefectura Ahaia.